# Danny Blom
Danny Blom (Pesse, 10 maart 1993) is een Nederlandse radio-dj.

## Loopbaan
In 2008, op 14-jarige leeftijd begon hij als technicus bij de Lokale omroep van Zuidwolde: De Streekradio. Vanaf zijn 15e startte hij met het presenteren van radioprogramma's. Ieder weekend maakte hij onder andere het programma 'Danny's Wilde Weekendshow'

### Simone FM
Vanaf 2013 mocht Blom aan de slag bij het regionale commerciële radiostation van Noord- en Oost Nederland: Simone FM, hier presenteerde hij verschillende radioprogramma's waarvan onder andere de middagshow samen met Patrick Wolda

### XM - The Talent Station
In 2017 meldde Blom zich aan bij XM - The Talent Station, het opleidingstraject van Talpa Radio. Hier presenteerde hij iedere woensdagavond tussen 21-23u een radioprogramma, en kwam via XM in contact met 538 DJ's On Tour.

### Radio 538
Vanaf maart 2020 is Blom te horen bij Radio 538, eerst voornamelijk in de nachten tussen 1 en 4 uur, later in de weekenden tussen 6 en 8 uur, en presenteerde Blom iedere werkdag tussen 04-06u de pre-morning show. Hij stond meerdere malen in de top 5 voor de Nachtwacht Award, een award voor het beste nachtprogramma van Nederland. Vanaf september 2022 was Blom ieder weekend op Radio 538 te horen. Op zaterdag van 10 tot 13 uur, op zondag van 10 tot 12 uur en op dinsdag en woensdagnacht van 0 tot 2 uur. In de zomer van 2024 vertrok Blom bij Radio 538.

### SLAM!
Op 23 augustus 2024 werd bekend dat Blom een programma zou krijgen in de weekendprogrammering van SLAM!. Blom presenteert daar nu elke zondag tussen 16.00 en 20.00 uur zijn programma Danny Blom.

## Overige werkzaamheden
Blom is vaste dj op de fanzones van het Nederlands elftal, draaide op de Formula 1 Heineken Dutch Grand Prix en draait samen met Hermen Schomaker met hun act Piraten Power Hour een uur lang Piratenhits in het hele land. Hiermee werden ze in 2024 verkozen tot populairste party dj act van Nederland. 